# Бельцов, Александр Семёнович
Александр Семёнович Бельцов (1853 — 15 декабря 1888, Санкт-Петербург) — русский хирург, приват-доцент Военно-медицинской академии.

## Биография
Происходил из дворян Рязанской губернии. Образование получил сначала в Рязанской гимназии (1870), а затем в Санкт-Петербургской Медико-Хирургической Академии, курс которой окончил в 1876 году лекарем с отличием, при окончании он был награждён премией Иванова и по конкурсу оставлен на три года при академии для усовершенствования.
В том же 1876 году был зачислен в 10-й подвижной артиллерийский парк и командирован на театр военных действий в Болгарию, где находился до 1878 года.
По возвращении в Петербург поступил ординатором в хирургическую клинику профессора Е. Н. Богдановского.
4 апреля 1881 года защитил диссертацию под названием: «Материалы к патологии и терапии органических сужений уретры», получил степень доктора медицины и в следующем году, по выбору конференции Академии, был отправлен на два года за границу.
В 1884 году он возвратился в Петербург и в ноябре того же года был назначен приват-доцентом хирургии в Академию, где читал клиническую хирургию студентам старшего курса; в этой должности Бельцов состоял до самой смерти. Бельцов всегда имел значительное число слушателей, благодаря ясности и простоте изложения и чисто товарищеским отношениям.
С 1886-го по 1888-й год он был в то же время старшим хирургом при Мариинской больнице. Состоял членом Русского Хирургического Общества Пирогова.